# فهرست وزیران اعظم امپراتوری عثمانی
وزیر اعظم امپراتوری عثمانی (ترکی استانبولی: Vezir-i Azam یا Sadr-ı Azam (Sadrazam); زبان ترکی عثمانی: صدر اعظم یا وزیر اعظم) در واقع همان نخست‌وزیر است که دارای اختیارات تام بوده که توسط خود سلطان انتخاب و عزل می‌شده‌است.

## سلطنت مطلقه (۱۳۲۰–۱۸۳۹)
|                           | علاالدین پاشا (d. 1331)                                | ۱۳۲۰              | ۱۳۳۱                                    | ۱۱ سال          | عثمان یکم (۱۲۹۹–۱۳۲۶)                         |
|                           | علاالدین پاشا (d. 1331)                                | ۱۳۲۰              | ۱۳۳۱                                    | ۱۱ سال          | اورخان یکم (۱۳۲۶–۱۳۶۲)                        |
|                           | نظام‌الدین احمد پاشا (۱۲۸۱–۱۳۸۰)                        | ۱۳۳۱              | ۱۳۴۸                                    | 17 years        |                                               |
|                           | محمد حاجی پاشا (?)                                     | ۱۳۴۸              | ۱۳۴۹                                    | 1 year          |                                               |
|                           | سنان‌الدین فقیه یوسف پاشا (d. 1364)                     | ۱۳۴۹              | سپتامبر ۱۳۶۴ † (Died in office)         | ۱۵ سال          |                                               |
| مراد یکم (۱۳۶۲–۱۳۸۹)      | سنان‌الدین فقیه یوسف پاشا (d. 1364)                     | ۱۳۴۹              | سپتامبر ۱۳۶۴ † (Died in office)         | ۱۵ سال          |                                               |
|                           | Kara Çandarlı Halil Hayreddin Pasha (1330–1387)        | ۱۳۶۴              | 22 January ۱۳۸۷ † (Died in office)      | ۲۳ سال، ۲۱ روز  |                                               |
|                           | Çandarlı Ali Pasha (d. 1406)                           | ۱۳۸۷              | ۱۴۰۶ † (Died in office)                 | ۱۹ سال          |                                               |
|                           | Çandarlı Ali Pasha (d. 1406)                           | ۱۳۸۷              | ۱۴۰۶ † (Died in office)                 | ۱۹ سال          | بایزید یکم (۱۳۸۹–۱۴۰۲)                        |
| سلیمان چلبی (۱۴۰۲–۱۴۰۶)   | Çandarlı Ali Pasha (d. 1406)                           | ۱۳۸۷              | ۱۴۰۶ † (Died in office)                 | ۱۹ سال          |                                               |
|                           | Osmancıklı Imamzade Halil Pasha (?)                    | ۱۴۰۶              | ۱۴۱۳                                    | ۷ سال           | محمد یکم (۱۴۱۳–۱۴۲۱)                          |
|                           | آماسیه Bayezid Pasha (d. 1421)                         | ۱۴۱۳              | July ۱۴۲۱ † (Fell in battle)            | ۸ سال           | محمد یکم (۱۴۱۳–۱۴۲۱)                          |
|                           | Çandarlı Ibrahim Pasha the Elder (d. 1429)             | ۱۴۲۱              | ۱۴۲۹ † (Died in office)                 | ۸ سال           | مراد دوم (۱۴۲۱–۱۴۴۴)                          |
|                           | Koca آماسیه Mehmed Nizamüddin Pasha (d. 1439)          | ۱۴۲۹              | ۱۴۳۹                                    | ۱۰ سال          | مراد دوم (۱۴۲۱–۱۴۴۴)                          |
|                           | Çandarlı Halil Pasha the Younger (d. 1453)             | ۱۴۳۹              | ۱ ژوئن ۱۴۵۳ † (زندانی شده، اعدام شد)    | ۱۴ سال، ۱۵۱ روز | مراد دوم (۱۴۲۱–۱۴۴۴)                          |
|                           | Çandarlı Halil Pasha the Younger (d. 1453)             | ۱۴۳۹              | ۱ ژوئن ۱۴۵۳ † (زندانی شده، اعدام شد)    | ۱۴ سال، ۱۵۱ روز | محمد دوم (1444–1446)                          |
| مراد دوم (1446–1451)      | Çandarlı Halil Pasha the Younger (d. 1453)             | ۱۴۳۹              | ۱ ژوئن ۱۴۵۳ † (زندانی شده، اعدام شد)    | ۱۴ سال، ۱۵۱ روز |                                               |
|                           | Çandarlı Halil Pasha the Younger (d. 1453)             | ۱۴۳۹              | ۱ ژوئن ۱۴۵۳ † (زندانی شده، اعدام شد)    | ۱۴ سال، ۱۵۱ روز | محمد دوم (1451–1481)                          |
|                           | زاگان پاشا (d. 1469)                                   | ۱۴۵۳              | ۱۴۵۶                                    | ۳ سال           |                                               |
|                           | Mahmud Pasha Angelović (1420–1474) First term          | ۱۴۵۶              | ۱۴۶۸                                    | ۱۲ سال          |                                               |
|                           | Rum Mehmed Pasha (d. 1470)                             | ۱۴۶۸              | ۱۴۶۹                                    | ۱ سال           |                                               |
|                           | İshak Pasha (d. 1487) First term                       | ۱۴۶۹              | ۱۴۷۲                                    | ۳ سال           |                                               |
|                           | Mahmud Pasha Angelović (1420–1474) Second term         | ۱۴۷۲              | ۱۴۷۴ † (اعدام شد)                       | ۲ سال           |                                               |
|                           | Gedik Ahmed Pasha (d. 1482)                            | ۱۴۷۴              | ۱۴۷۷                                    | ۳ سال           |                                               |
|                           | Karamani Mehmed Pasha (d. 1481)                        | ۱۴۷۷              | ۴ مه ۱۴۸۱ † (اعدام شد)                  | ۴ سال           |                                               |
|                           | İshak Pasha (d. 1487) دور دوم                          | ۱۴۸۱              | ۱۴۸۲                                    | ۱ سال           | بایزید دوم (1481–1512)                        |
|                           | Koca Davud Pasha (1446–1498)                           | ۱۴۸۲              | ۱۴۹۷                                    | ۱۵ سال          | بایزید دوم (1481–1512)                        |
|                           | Hersekzade Ahmed Pasha (1459–1517) First term          | ۱۴۹۷              | ۱۴۹۸                                    | ۱ سال           | بایزید دوم (1481–1512)                        |
|                           | Çandarlı Ibrahim Pasha the Younger (1429–1499)         | ۱۴۹۸              | ۱۴۹۹ † (Died in office)                 | ۱ سال           | بایزید دوم (1481–1512)                        |
|                           | Mesih Pasha (d. 1501)                                  | ۱۴۹۹              | نوامبر ۱۵۰۱ † (Died in office)          | ۲ سال           | بایزید دوم (1481–1512)                        |
|                           | خواجه (جنسی) Ali Pasha (d. 1511) First term            | ۱۵۰۱              | ۱۵۰۳                                    | ۲ سال           | بایزید دوم (1481–1512)                        |
|                           | Hersekzade Ahmed Pasha (1459–1517) Second term         | ۱۵۰۳              | ۱۵۰۶                                    | ۳ سال           | بایزید دوم (1481–1512)                        |
|                           | خواجه (جنسی) Ali Pasha (d. 1511) Second term           | ۱۵۰۶              | July ۱۵۱۱ † (شورش شاهقلی)               | ۵ سال           | بایزید دوم (1481–1512)                        |
|                           | Hersekzade Ahmed Pasha (1459–1517) دور سوم             | ۱۵۱۱              | ۱۵۱۱                                    | ۵۹ روز          | بایزید دوم (1481–1512)                        |
|                           | Koca Mustafa Pasha (d. 1512)                           | ۱۵۱۱              | ۱۵۱۲ † (اعدام شد)                       | 1 year          | بایزید دوم (1481–1512)                        |
|                           | Hersekzade Ahmed Pasha (1459–1517) دور چهارم           | ۱۵۱۲              | ۲۸ نوامبر ۱۵۱۴                          | ۲ سال، ۳۳۱ روز  | سلیم یکم (1512–1520)                          |
|                           | Dukakinzade Ahmed Pasha (d. 1515)                      | ۱۸ دسامبر ۱۵۱۴    | 8 September ۱۵۱۵ † (Executed)           | ۲۶۴ روز         | سلیم یکم (1512–1520)                          |
|                           | Hersekzade Ahmed Pasha (1459–1517) Fifth term          | 8 September ۱۵۱۵  | 26 April ۱۵۱۶                           | ۲۳۱ روز         | سلیم یکم (1512–1520)                          |
|                           | خواجه (جنسی) Sinan Pasha (1459–1517)                   | ۲۶ آوریل ۱۵۱۶     | 22 January ۱۵۱۷ † (Fell in battle)      | ۲۷۱ روز         | سلیم یکم (1512–1520)                          |
|                           | Yunus Pasha (d. 1517)                                  | ۲۲ ژانویه ۱۵۱۷    | 13 September ۱۵۱۷ † اعدام شد            | ۲۳۴ روز         | سلیم یکم (1512–1520)                          |
|                           | Piri پیری محمد پاشا (1465–1532)                        | 25 January ۱۵۱۸   | 27 June ۱۵۲۳                            | ۵ سال، ۱۵۳ روز  | سلیم یکم (1512–1520)                          |
| سلیمان یکم (1520–1566)    | Piri پیری محمد پاشا (1465–1532)                        | 25 January ۱۵۱۸   | 27 June ۱۵۲۳                            | ۵ سال، ۱۵۳ روز  |                                               |
|                           | ابراهیم پاشای پارگایی (1495–1536)                      | 27 June ۱۵۲۳      | 14 March ۱۵۳۶ † ترور شد                 | ۱۲ سال، ۲۶۱ روز |                                               |
|                           | ایاز محمد پاشا (1483–1539)                             | 14 March ۱۵۳۶     | 13 July ۱۵۳۹ † (Died in office)         | ۳ سال، ۱۲۱ روز  |                                               |
|                           | چلبی (عنوان) Lütfi Pasha (1488–1564)                   | 13 July ۱۵۳۹      | آوریل ۱۵۴۱                              | ۱ سال، ۲۶۲ روز  |                                               |
|                           | خواجه (جنسی) Süleyman Pasha (1467–1547)                | April ۱۵۴۱        | 28 November ۱۵۴۴                        | ۳ سال، ۲۴۱ روز  |                                               |
|                           | Damat رستم پاشا (1500–1561) First term                 | 28 November ۱۵۴۴  | 6 October ۱۵۵۳                          | ۸ سال، ۳۱۲ روز  |                                               |
|                           | قره احمد پاشا (d. 1555)                                | 6 October ۱۵۵۳    | 29 September ۱۵۵۵ † اعدام شد            | ۱ سال، ۳۵۸ روز  |                                               |
|                           | Damat رستم پاشا (1500–1561) Second term                | ۲۹ سپتامبر ۱۵۵۵   | 10 July ۱۵۶۱ † (Died in office)         | ۵ سال، ۲۸۴ روز  |                                               |
|                           | Semiz Ali Pasha (d. 1565)                              | 10 July ۱۵۶۱      | 28 June ۱۵۶۵ † (Died in office)         | ۳ سال، ۳۵۳ روز  |                                               |
|                           | سوکلو محمد پاشا (1506–1579)                            | 28 June ۱۵۶۵      | 12 October ۱۵۷۹ † (ترور شد)             | ۱۴ سال، ۱۰۶ روز |                                               |
|                           | سوکلو محمد پاشا (1506–1579)                            | 28 June ۱۵۶۵      | 12 October ۱۵۷۹ † (ترور شد)             | ۱۴ سال، ۱۰۶ روز | سلیم دوم (1566–1574)                          |
|                           | سوکلو محمد پاشا (1506–1579)                            | 28 June ۱۵۶۵      | 12 October ۱۵۷۹ † (ترور شد)             | ۱۴ سال، ۱۰۶ روز | مراد سوم (1574–1595)                          |
|                           | شمسی پاشا (1492–1580)                                  | ۱۲ اکتبر ۱۵۷۹     | 28 April ۱۵۸۰ † (Died in office)        | ۱۹۹ روز         |                                               |
|                           | Kara للگی مصطفی‌پاشا (1500–1580)                        | 28 April ۱۵۸۰     | 7 August ۱۵۸۰ † (Died in office)        | ۱۰۱ روز         |                                               |
|                           | Koca خواجه سنان پاشا (1506–1596) First term            | ۷ اوت ۱۵۸۰        | ۶ دسامبر ۱۵۸۲                           | ۲ سال، ۱۲۱ روز  |                                               |
|                           | Kanijeli Siyavuş Pasha (d. 1602) دور نخست              | 24 December ۱۵۸۲  | ۲۵ ژوئیه ۱۵۸۴                           | ۱ سال، ۲۱۴ روز  |                                               |
|                           | عثمان‌پاشا اوزدمر اوغلی (1526–1585)                     | 28 July ۱۵۸۴      | 29 October ۱۵۸۵ † (Died in office)      | ۱ سال، ۹۳ روز   |                                               |
|                           | خواجه (جنسی) Mesih Pasha (d. 1589)                     | 1 November ۱۵۸۵   | 14 April ۱۵۸۶                           | ۱۶۴ روز         |                                               |
|                           | کانیجلی سیاووش پاشا (d. 1602) دور دوم                  | 14 April ۱۵۸۶     | 2 April ۱۵۸۹ (Deposed)                  | ۲ سال، ۳۵۳ روز  |                                               |
|                           | Koca خواجه سنان پاشا (1506–1596) دور دوم               | 14 April ۱۵۸۹     | 1 August ۱۵۹۱                           | ۲ سال، ۱۰۹ روز  |                                               |
|                           | سردار فرهاد پاشا (d. 1595) First term                  | ۱ اوت ۱۵۹۱        | 4 April ۱۵۹۲                            | ۲۴۷ روز         |                                               |
|                           | کانیجلی سیاووش پاشا (d. 1602)                          | 4 April ۱۵۹۲      | 28 January ۱۵۹۳                         | ۲۹۹ روز         |                                               |
|                           | Koca خواجه سنان پاشا (1506–1596) دور سوم               | 28 January ۱۵۹۳   | 16 February ۱۵۹۵                        | ۲ سال، ۱۹ روز   |                                               |
| محمد سوم (1595–1603)      | Koca خواجه سنان پاشا (1506–1596) دور سوم               | 28 January ۱۵۹۳   | 16 February ۱۵۹۵                        | ۲ سال، ۱۹ روز   |                                               |
|                           | سردار فرهاد پاشا (d. 1595) دور دوم                     | 16 February ۱۵۹۵  | 7 July ۱۵۹۵                             | ۱۴۱ روز         |                                               |
|                           | Koca خواجه سنان پاشا (1506–1596) دور چهارم             | ۷ ژوئیه ۱۵۹۵      | ۱۹ نوامبر ۱۵۹۵                          | ۱۳۵ روز         |                                               |
|                           | للگی محمدپاشا تکلو (d. 1595)                           | ۱۹ نوامبر ۱۵۹۵    | 28 November ۱۵۹۵ † (Died in office)     | ۹ روز           |                                               |
|                           | Koca خواجه سنان پاشا (1506–1596) Fifth term            | ۱ دسامبر ۱۵۹۵     | 3 April ۱۵۹۶ † (Died in office)         | ۱۲۴ روز         |                                               |
|                           | Damat داماد ابراهیم پاشا (1517–1601) First term        | ۴ آوریل ۱۵۹۶      | ۲۷ اکتبر ۱۵۹۶                           | ۲۰۶ روز         |                                               |
|                           | Cağalazâde Yusuf Sinan Pasha (1545–1605)               | 27 October ۱۵۹۶   | 5 December ۱۵۹۶                         | ۳۹ روز          |                                               |
|                           | Damat داماد ابراهیم پاشا (1517–1601) دور دوم           | 5 December ۱۵۹۶   | 3 November ۱۵۹۷                         | ۳۳۲ روز         |                                               |
|                           | خواجه (جنسی) حسن پاشا (d. 1598)                        | ۳ نوامبر ۱۵۹۷     | 9 April ۱۵۹۸ † (Imprisoned, executed)   | ۱۵۷ روز         |                                               |
|                           | جراح مهمد پاشا (d. 1604)                               | ۹ آوریل ۱۵۹۸      | 6 January ۱۵۹۹                          | ۲۷۲ روز         |                                               |
|                           | داماد ابراهیم پاشا (1517–1601) دور سوم                 | 6 January ۱۵۹۹    | 10 July ۱۶۰۱ † (Died in office)         | ۲ سال، ۱۸۵ روز  |                                               |
|                           | Damat Yemişçi Hasan Pasha (1535–1603)                  | 22 July ۱۶۰۱      | 4 October ۱۶۰۳ † اعدام شد               | ۲ سال، ۷۴ روز   |                                               |
|                           | Yavuz Ali Pasha (d. 1604)                              | 16 October ۱۶۰۳   | 26 July ۱۶۰۴ † (Died in office)         | ۲۵۳ روز         |                                               |
| احمد یکم (1603–1617)      | Yavuz Ali Pasha (d. 1604)                              | 16 October ۱۶۰۳   | 26 July ۱۶۰۴ † (Died in office)         | ۲۵۳ روز         |                                               |
|                           | للگی Sokolluzade Mehmed Pasha (d. 1606)                | ۵ اوت ۱۶۰۴        | 21 June ۱۶۰۶ † (Died in office)         | ۱ سال، ۳۲۰ روز  |                                               |
|                           | درویش محمدپاشا بوسنوی (1569–1606)                      | 21 June ۱۶۰۶      | 9 December ۱۶۰۶ † اعدام شد              | ۱۷۱ روز         |                                               |
|                           | Kuyucu کیوک مراد پاشا (1535–1611)                      | 11 December ۱۶۰۶  | ۵ اوت ۱۶۱۱ † (Died in office)           | ۴ سال، ۲۳۷ روز  |                                               |
|                           | Damat کموتینی نصوح پاشا (d. 1614)                      | 5 August ۱۶۱۱     | 17 October ۱۶۱۴ † اعدام شد              | ۳ سال، ۷۳ روز   |                                               |
|                           | Kara Damat ورزا Mehmed Pasha (d. 1619) First term      | ۱۷ اکتبر ۱۶۱۴     | 17 November ۱۶۱۶                        | ۲ سال، ۳۱ روز   |                                               |
|                           | Damat Halil Pasha (1570–1629) دور نخست                 | ۱۷ نوامبر ۱۶۱۶    | 18 January ۱۶۱۹                         | ۲ سال، ۶۲ روز   |                                               |
|                           | Damat Halil Pasha (1570–1629) دور نخست                 | ۱۷ نوامبر ۱۶۱۶    | 18 January ۱۶۱۹                         | ۲ سال، ۶۲ روز   | مصطفی یکم (1617–1618)                         |
|                           | Damat Halil Pasha (1570–1629) دور نخست                 | ۱۷ نوامبر ۱۶۱۶    | 18 January ۱۶۱۹                         | ۲ سال، ۶۲ روز   | عثمان دوم (1618–1622)                         |
|                           | Kara Damat ورزا Mehmed Pasha (d. 1619) دور دوم         | 18 January ۱۶۱۹   | 23 December ۱۶۱۹ † ترور شد              | ۳۳۹ روز         |                                               |
|                           | Güzelce علی پاشا (d. 1621)                             | 23 December ۱۶۱۹  | 9 March ۱۶۲۱ † (Died in office)         | ۱ سال، ۷۶ روز   |                                               |
|                           | اهرید Hüseyin Pasha (d. 1622)                          | 9 March ۱۶۲۱      | 17 September ۱۶۲۱ (Lynched)             | ۱۹۲ روز         |                                               |
|                           | دلاور پاشا (d. 1622)                                   | ۱۷ سپتامبر ۱۶۲۱   | 20 May ۱۶۲۲ † (Lynched)                 | ۲۴۵ روز         |                                               |
|                           | Kara داوود پاشا (1570–1623)                            | 20 May ۱۶۲۲       | 13 June ۱۶۲۲ † اعدام شد                 | ۲۴ روز          | مصطفی یکم (1622–1623)                         |
|                           | Mere Hüseyin Pasha (d. 1624) First term                | 13 June ۱۶۲۲      | 8 July ۱۶۲۲                             | ۲۵ روز          | مصطفی یکم (1622–1623)                         |
|                           | Lefkeli Mustafa Pasha (d. 1648)                        | 8 July ۱۶۲۲       | ۲۱ سپتامبر ۱۶۲۲                         | ۷۵ روز          | مصطفی یکم (1622–1623)                         |
| مراد چهارم (1623–1640)    | Lefkeli Mustafa Pasha (d. 1648)                        | 8 July ۱۶۲۲       | ۲۱ سپتامبر ۱۶۲۲                         | ۷۵ روز          |                                               |
|                           | خواجه (جنسی) Mehmed Pasha (d. 1626)                    | 21 September ۱۶۲۲ | ۵ فوریه ۱۶۲۳                            | ۱۳۷ روز         |                                               |
|                           | Mere Hüseyin Pasha (d. 1624) Second term               | 5 February ۱۶۲۳   | ۳۰ اوت ۱۶۲۳                             | ۲۰۶ روز         |                                               |
|                           | Kara تیراندازی با کمان Ali Pasha (d. 1624)             | ۳۰ اوت ۱۶۲۳       | 3 April ۱۶۲۴ † (اعدام شد)               | ۲۱۷ روز         |                                               |
|                           | چرکس Mehmed Pasha (d. 1625)                            | 3 April ۱۶۲۴      | 28 January ۱۶۲۵ † (Died in office)      | ۳۰۰ روز         |                                               |
|                           | حافظ (قرآن) Ahmed Pasha (1564–1632) First term         | 8 February ۱۶۲۵   | ۱ دسامبر ۱۶۲۶                           | ۱ سال، ۲۹۶ روز  |                                               |
|                           | Damat Halil Pasha (1570–1629) Second term              | 1 December ۱۶۲۶   | 6 April ۱۶۲۸                            | ۱ سال، ۱۲۷ روز  |                                               |
|                           | غازی خسرو پاشا بوشناق (d. 1632)                        | 6 April ۱۶۲۸      | 25 October ۱۶۳۱                         | ۳ سال، ۲۰۲ روز  |                                               |
|                           | حافظ (قرآن) Ahmed Pasha (1564–1632) Second term        | 25 October ۱۶۳۱   | 10 February ۱۶۳۲ † (Lynched)            | ۱۰۸ روز         |                                               |
|                           | Topal Recep Pasha (d. 1632)                            | 10 February ۱۶۳۲  | 18 May ۱۶۳۲ † (Executed)                | ۹۸ روز          |                                               |
|                           | صافی کف پا Mehmed Pasha (1589–1637)                    | 18 May ۱۶۳۲       | 2 February ۱۶۳۷                         | ۴ سال، ۲۶۰ روز  |                                               |
|                           | Bayram Pasha (d. 1638)                                 | 2 February ۱۶۳۷   | 26 August ۱۶۳۸                          | ۱ سال، ۲۰۵ روز  |                                               |
|                           | پرواز Mehmed Pasha (d. 1638)                           | 27 August ۱۶۳۸    | 24 December ۱۶۳۸ † (سقوط بغداد (۱۶۳۸))  | ۱۱۹ روز         |                                               |
|                           | Kara تیراندازی با کمان Mustafa Pasha (1592–1644)       | 23 December ۱۶۳۸  | 31 January ۱۶۴۴ † (Executed)            | ۵ سال، ۳۹ روز   |                                               |
| ابراهیم یکم (1640–1648)   | Kara تیراندازی با کمان Mustafa Pasha (1592–1644)       | 23 December ۱۶۳۸  | 31 January ۱۶۴۴ † (Executed)            | ۵ سال، ۳۹ روز   |                                               |
|                           | Sultanzade Mehmet Pasha (۱۶۰۳–۱۶۴۶)                    | 31 January ۱۶۴۴   | 17 December ۱۶۴۵                        | ۱ سال، ۳۲۰ روز  |                                               |
|                           | Nevesinli Salih Pasha (d. 1647)                        | 17 December ۱۶۴۵  | 16 September ۱۶۴۷ † (Executed)          | ۱ سال، ۲۷۳ روز  |                                               |
|                           | Kara Musa Pasha (d. 1649)                              | 16 September ۱۶۴۷ | 21 September ۱۶۴۷                       | ۵ روز           |                                               |
|                           | Hazarpare Ahmet Pasha (d. 1648)                        | ۲۱ سپتامبر ۱۶۴۷   | 8 August ۱۶۴۸ † (Lynched)               | ۳۲۲ روز         |                                               |
|                           | تصوف Mehmed Pasha (d. 1649)                            | 8 August ۱۶۴۸     | 21 May ۱۶۴۹ † (Exiled, executed)        | ۲۸۶ روز         | محمد چهارم (1648–1687)                        |
|                           | Kara Dev Murat Pasha (1595–1655) First term            | 21 May ۱۶۴۹       | 5 August ۱۶۵۱                           | ۲ سال، ۷۶ روز   | محمد چهارم (1648–1687)                        |
|                           | Damat فرشته Ahmed Pasha (۱۶۰۴–۱۶۶۲)                    | 5 August ۱۶۵۱     | 21 August ۱۶۵۱                          | ۱۶ روز          | محمد چهارم (1648–1687)                        |
|                           | آبازین‌ها Siyavuş Pasha I (d. 1656)                     | 21 August ۱۶۵۱    | 27 September ۱۶۵۱                       | ۳۷ روز          | محمد چهارم (1648–1687)                        |
|                           | مردم گرجی Mehmed Pasha (d. 1665)                       | 27 September ۱۶۵۱ | 20 June ۱۶۵۲                            | ۲۶۷ روز         | محمد چهارم (1648–1687)                        |
|                           | Tarhoncu Ahmed Pasha (d. 1653)                         | 20 June ۱۶۵۲      | 21 March ۱۶۵۳ † (Executed)              | ۲۷۴ روز         | محمد چهارم (1648–1687)                        |
|                           | Koca Dervish Mehmed Pasha (d. 1655)                    | 21 March ۱۶۵۳     | 28 October ۱۶۵۴                         | ۱ سال، ۲۲۱ روز  | محمد چهارم (1648–1687)                        |
|                           | İpşiri Mustafa Pasha (1607–1655)                       | 28 October ۱۶۵۴   | 11 May ۱۶۵۵ † (Executed)                | ۱۹۵ روز         | محمد چهارم (1648–1687)                        |
|                           | Kara Dev Murat Pasha (1595–1655) دور دوم               | 11 May ۱۶۵۵       | 19 August ۱۶۵۵                          | ۱۰۰ روز         | محمد چهارم (1648–1687)                        |
|                           | مردم ارمنی Suleyman Pasha (1607–1687)                  | 19 August ۱۶۵۵    | 28 February ۱۶۵۶                        | ۱۹۳ روز         | محمد چهارم (1648–1687)                        |
|                           | Deli غازی Hüseyin Pasha (d. 1659)                      | 28 February ۱۶۵۶  | 5 March ۱۶۵۶                            | ۶ روز           | محمد چهارم (1648–1687)                        |
|                           | Zurnazen Mustafa Pasha (d. 1666)                       | 5 March ۱۶۵۶      | 5 March ۱۶۵۶                            | 4 hours         | محمد چهارم (1648–1687)                        |
|                           | آبازین‌ها Siyavuş Pasha I (d. 1656)                     | 5 March ۱۶۵۶      | 25 April ۱۶۵۶ † (Died in office)        | ۵۱ روز          | محمد چهارم (1648–1687)                        |
|                           | Boynuyaralı Mehmed Pasha (d. 1665)                     | 26 April ۱۶۵۶     | ۱۵ سپتامبر ۱۶۵۶                         | ۱۴۲ روز         | محمد چهارم (1648–1687)                        |
|                           | کوپرولو محمد پاشا (1575–1661)                          | 15 September ۱۶۵۶ | 31 October ۱۶۶۱ † (Died in office)      | ۵ سال، ۴۶ روز   | محمد چهارم (1648–1687)                        |
|                           | Köprülü Fazıl Ahmed Pasha (1635–1676)                  | 31 October ۱۶۶۱   | 19 October ۱۶۷۶ † (Died in office)      | ۱۴ سال، ۳۵۴ روز | محمد چهارم (1648–1687)                        |
|                           | قره مصطفی پاشا (۱۶۳۵–۱۶۸۳)                             | ۱۹ اکتبر ۱۶۷۶     | 25 December ۱۶۸۳ † (Executed)           | ۷ سال، ۶۷ روز   | محمد چهارم (1648–1687)                        |
|                           | Kara İbrahim Pasha (d. 1687)                           | 15 December ۱۶۸۳  | 18 November ۱۶۸۵                        | ۱ سال، ۳۳۸ روز  | محمد چهارم (1648–1687)                        |
|                           | بلوند Süleyman Pasha (d. 1687)                         | ۱۸ نوامبر ۱۶۸۵    | 18 September ۱۶۸۷ † (نبرد موهاچ (۱۶۸۷)) | ۳ سال، ۳۰۴ روز  | محمد چهارم (1648–1687)                        |
|                           | آبازین‌ها Siyavuş Pasha II (d. 1688)                    | ۱۸ سپتامبر ۱۶۸۷   | 23 February ۱۶۸۸ † (Murdered)           | ۱۵۸ روز         | محمد چهارم (1648–1687)                        |
| سلیمان دوم (1687–1691)    | آبازین‌ها Siyavuş Pasha II (d. 1688)                    | ۱۸ سپتامبر ۱۶۸۷   | 23 February ۱۶۸۸ † (Murdered)           | ۱۵۸ روز         |                                               |
|                           | Ayaşlı İsmail Pasha (1620–1690)                        | 23 February ۱۶۸۸  | 2 May ۱۶۸۸                              | ۶۹ روز          |                                               |
|                           | الکلیسم Mustafa Pasha (d. 1690)                        | 30 May ۱۶۸۸       | 7 November ۱۶۸۹                         | ۱ سال، ۱۶۱ روز  |                                               |
|                           | Köprülü Fazıl Mustafa Pasha (1637–1691)                | 10 November ۱۶۸۹  | 19 August ۱۶۹۱ † (Fell in battle)       | ۱ سال، ۲۸۲ روز  |                                               |
| احمد دوم (1691–1695)      | Köprülü Fazıl Mustafa Pasha (1637–1691)                | 10 November ۱۶۸۹  | 19 August ۱۶۹۱ † (Fell in battle)       | ۱ سال، ۲۸۲ روز  |                                               |
|                           | آقچه‌قوچه Ali Pasha (1620–1693)                         | 24 August ۱۶۹۱    | 21 March ۱۶۹۲                           | ۲۱۰ روز         |                                               |
|                           | حاجی Merfizonlu Ali Pasha (d. 1698)                    | 23 March ۱۶۹۲     | 17 March ۱۶۹۳                           | ۳۵۹ روز         |                                               |
|                           | Bozoklu Mustafa Pasha (1638–1698)                      | 17 March ۱۶۹۳     | 13 March ۱۶۹۴                           | ۳۶۰ روز         |                                               |
|                           | Sürmeli Ali Pasha (1645–1695)                          | 13 March ۱۶۹۴     | 22 April ۱۶۹۵                           | ۳۵۹ روز         |                                               |
| مصطفی دوم (1695–1703)     | Sürmeli Ali Pasha (1645–1695)                          | 13 March ۱۶۹۴     | 22 April ۱۶۹۵                           | ۳۵۹ روز         |                                               |
|                           | الماس Mehmed Pasha (1661–1697)                         | 3 May ۱۶۹۵        | 11 September ۱۶۹۷ † (نبرد زنتا)         | ۲ سال، ۱۳۱ روز  |                                               |
|                           | Amcazade Köprülü Hüseyin Pasha (1644–1702)             | 17 September ۱۶۹۷ | 4 September ۱۷۰۲                        | ۴ سال، ۳۵۲ روز  |                                               |
|                           | پابرهنگی Mustafa Pasha (d. 1703)                       | 4 September ۱۷۰۲  | 24 January ۱۷۰۳ † (اعدام شد)            | ۱۴۲ روز         |                                               |
|                           | Rami Mehmed Pasha (1645–1706)                          | 25 January ۱۷۰۳   | 22 August ۱۷۰۳ (Deposed)                | ۲۰۹ روز         |                                               |
|                           | نشانچی Kavanoz Ahmed Pasha (d. 1705)                   | ۲۲ اوت ۱۷۰۳       | ۱۶ نوامبر ۱۷۰۳                          | ۸۶ روز          | احمد سوم (1703–پاطرونا خلیل)                  |
|                           | Damat Hasan Pasha (1658–1713)                          | 18 November ۱۷۰۳  | 28 September ۱۷۰۴                       | ۳۱۵ روز         | احمد سوم (1703–پاطرونا خلیل)                  |
|                           | حاجی Kalaylıkoz Ahmed Pasha (d. 1715)                  | October ۱۷۰۴      | 25 December ۱۷۰۴                        | ۸۵ روز          | احمد سوم (1703–پاطرونا خلیل)                  |
|                           | بالته‌جی Mehmed Pasha (1652–1712) First term            | 25 December ۱۷۰۴  | 3 May ۱۷۰۶                              | ۱ سال، ۱۲۹ روز  | احمد سوم (1703–پاطرونا خلیل)                  |
|                           | Damat Çorlulu Ali Pasha (1670–1711)                    | ۳ مه ۱۷۰۶         | 15 June ۱۷۱۰                            | ۴ سال، ۴۳ روز   | احمد سوم (1703–پاطرونا خلیل)                  |
|                           | Köprülü Numan Pasha (1670–1719)                        | 16 June ۱۷۱۰      | ۱۷ اوت ۱۷۱۰                             | ۶۲ روز          | احمد سوم (1703–پاطرونا خلیل)                  |
|                           | بالته‌جی Mehmed Pasha (1652–1712) Second term           | 18 August ۱۷۱۰    | 20 November ۱۷۱۱                        | ۱ سال، ۹۴ روز   | احمد سوم (1703–پاطرونا خلیل)                  |
|                           | آقا (عنوان) Yusuf Pasha (d. 1713)                      | 20 November ۱۷۱۱  | 11 November ۱۷۱۲                        | ۳۵۷ روز         | احمد سوم (1703–پاطرونا خلیل)                  |
|                           | نشانچی Süleyman Pasha (d. 1715)                        | ۱۲ نوامبر ۱۷۱۲    | 6 April ۱۷۱۳                            | ۱۴۵ روز         | احمد سوم (1703–پاطرونا خلیل)                  |
|                           | Hoca Ibrahim Pasha (d. 1713)                           | 6 April ۱۷۱۳      | 7 April ۱۷۱۳ † (Executed)               | ۱ روز           | احمد سوم (1703–پاطرونا خلیل)                  |
|                           | Damat Silahdar سیلاح‌دار علی پاشا (1667–1716)           | 27 April ۱۷۱۳     | 5 August ۱۷۱۶ † (در جنگ کشته شد)        | ۳ سال، ۱۰۰ روز  | احمد سوم (1703–پاطرونا خلیل)                  |
|                           | حاجی Halil Pasha (d. 1733)                             | 21 August ۱۷۱۶    | 26 August ۱۷۱۷                          | ۱ سال، ۵ روز    | احمد سوم (1703–پاطرونا خلیل)                  |
|                           | نشانچی Mehmed Pasha (d. 1728)                          | 26 August ۱۷۱۷    | 9 May ۱۷۱۸                              | ۲۵۶ روز         | احمد سوم (1703–پاطرونا خلیل)                  |
|                           | Damat نوشهیر داماد ابراهیم پاشای نوشهری (1662–1730)    | ۹ مه ۱۷۱۸         | 1 October ۱۷۳۰ † (پاطرونا خلیل)         | ۱۲ سال، ۱۴۵ روز | احمد سوم (1703–پاطرونا خلیل)                  |
|                           | Damat Silahdar Mehmed Pasha (d. 1737)                  | ۱۶ اکتبر ۱۷۳۰     | 23 January ۱۷۳۱                         | ۹۹ روز          | محمود یکم، سلطان امپراتوری عثمانی (۱۷۳۰–۱۷۵۴) |
|                           | Kabakulak Ibrahim Pasha (d. 1743)                      | 23 January ۱۷۳۱   | 11 September ۱۷۳۱                       | ۲۳۱ روز         | محمود یکم، سلطان امپراتوری عثمانی (۱۷۳۰–۱۷۵۴) |
|                           | Topal توپال عثمان پاشا (1663–1733)                     | 21 September ۱۷۳۱ | 12 March ۱۷۳۲                           | ۱۷۳ روز         | محمود یکم، سلطان امپراتوری عثمانی (۱۷۳۰–۱۷۵۴) |
|                           | Hekimoğlu Ali Pasha (1689–1758) First term             | 12 March ۱۷۳۲     | 14 July ۱۷۳۵                            | ۳ سال، ۱۲۴ روز  | محمود یکم، سلطان امپراتوری عثمانی (۱۷۳۰–۱۷۵۴) |
|                           | مردم گرجی İsmail Pasha (d. 1738)                       | 14 July ۱۷۳۵      | 25 December ۱۷۳۵                        | ۱۶۴ روز         | محمود یکم، سلطان امپراتوری عثمانی (۱۷۳۰–۱۷۵۴) |
|                           | Silahdar سادات Mehmed Pasha (d. 1757)                  | 10 January ۱۷۳۶   | 5 August ۱۷۳۷                           | ۱ سال، ۲۰۷ روز  | محمود یکم، سلطان امپراتوری عثمانی (۱۷۳۰–۱۷۵۴) |
|                           | Muhsinzade Abdullah Pasha (1661–1757)                  | 22 August ۱۷۳۷    | 19 December ۱۷۳۷                        | ۱۱۹ روز         | محمود یکم، سلطان امپراتوری عثمانی (۱۷۳۰–۱۷۵۴) |
|                           | Yeğen Mehmed Pasha (d. 1745)                           | 3 December ۱۷۳۷   | 23 March ۱۷۳۹                           | ۱ سال، ۱۱۰ روز  | محمود یکم، سلطان امپراتوری عثمانی (۱۷۳۰–۱۷۵۴) |
|                           | İvaz Mehmed Pasha (d. 1743)                            | 17 March ۱۷۳۹     | 23 June ۱۷۴۰                            | ۱ سال، ۹۸ روز   | محمود یکم، سلطان امپراتوری عثمانی (۱۷۳۰–۱۷۵۴) |
|                           | نشانچی کم‌بینایی حاجی Ahmed Pasha (d. 1753)             | 22 July ۱۷۴۰      | 7 April ۱۷۴۲                            | ۲ سال، ۲۵۹ روز  | محمود یکم، سلطان امپراتوری عثمانی (۱۷۳۰–۱۷۵۴) |
|                           | Hekimoğlu Ali Pasha (1689–1758) دور دوم                | 21 April ۱۷۴۲     | 4 October ۱۷۴۲                          | ۱۶۶ روز         | محمود یکم، سلطان امپراتوری عثمانی (۱۷۳۰–۱۷۵۴) |
|                           | سادات Hasan Pasha (d. 1748)                            | 4 October ۱۷۴۲    | 10 August ۱۷۴۶                          | ۳ سال، ۳۱۰ روز  | محمود یکم، سلطان امپراتوری عثمانی (۱۷۳۰–۱۷۵۴) |
|                           | حاجی Tiryaki Mehmed Pasha (1680–1751)                  | 11 August ۱۷۴۶    | 24 August ۱۷۴۷                          | ۱ سال، ۱۳ روز   | محمود یکم، سلطان امپراتوری عثمانی (۱۷۳۰–۱۷۵۴) |
|                           | سادات Abdullah Pasha (d. 1760)                         | 24 August ۱۷۴۷    | 2 January ۱۷۵۰                          | ۲ سال، ۱۳۱ روز  | محمود یکم، سلطان امپراتوری عثمانی (۱۷۳۰–۱۷۵۴) |
|                           | تندنویسی Mehmed Emin Pasha (d. 1753)                   | 9 January ۱۷۵۰    | 1 July ۱۷۵۲                             | ۲ سال، ۱۷۴ روز  | محمود یکم، سلطان امپراتوری عثمانی (۱۷۳۰–۱۷۵۴) |
|                           | Köse Bahir Mustafa Pasha (d. 1765)                     | 1 July ۱۷۵۲       | 16 February ۱۷۵۵                        | ۲ سال، ۲۳۰ روز  | محمود یکم، سلطان امپراتوری عثمانی (۱۷۳۰–۱۷۵۴) |
| عثمان سوم (1754–1757)     | Köse Bahir Mustafa Pasha (d. 1765)                     | 1 July ۱۷۵۲       | 16 February ۱۷۵۵                        | ۲ سال، ۲۳۰ روز  |                                               |
|                           | Hekimoğlu Ali Pasha (1689–1758) Third term             | 16 February ۱۷۵۵  | 19 May ۱۷۵۵                             | ۹۲ روز          |                                               |
|                           | Naili Abdullah Pasha (d. 1758)                         | 19 May ۱۷۵۵       | 24 August ۱۷۵۵                          | ۹۷ روز          |                                               |
|                           | نشانچی Silahdar Bıyıklı Ali Paşa (d. 1755)             | 24 August ۱۷۵۵    | 23 October ۱۷۵۵ † اعدام شد              | ۶۰ روز          |                                               |
|                           | Yirmisekizzade Mehmed Said Pasha (d. 1761)             | 25 October ۱۷۵۵   | 1 April ۱۷۵۶                            | ۱۵۹ روز         |                                               |
|                           | کوسه (ترکیه) Bahir Mustafa Pasha (d. 1765) First term  | 30 April ۱۷۵۶     | 3 December ۱۷۵۶                         | ۲۱۷ روز         |                                               |
|                           | Koca Ragıp Pasha (1698–1763)                           | 12 January ۱۷۵۷   | 8 April ۱۷۶۳ † (Died in office)         | ۶ سال، ۸۶ روز   |                                               |
| مصطفی سوم (1757–1774)     | Koca Ragıp Pasha (1698–1763)                           | 12 January ۱۷۵۷   | 8 April ۱۷۶۳ † (Died in office)         | ۶ سال، ۸۶ روز   |                                               |
|                           | Tevkii Hamza Hamid Pasha (1688–1770)                   | 11 April ۱۷۶۳     | 29 September ۱۷۶۳                       | ۱۷۱ روز         |                                               |
|                           | کوسه (ترکیه) Bahir Mustafa Pasha (d. 1765) Second term | 29 September ۱۷۶۳ | 30 March ۱۷۶۵ † (Dismissed, executed)   | ۱ سال، ۲۱۳ روز  |                                               |
|                           | Muhsinzade Mehmed Pasha (1704–1774) First term         | 30 March ۱۷۶۵     | 7 August ۱۷۶۸                           | ۳ سال، ۱۳۰ روز  |                                               |
|                           | Silahdar Hamza Mahir Pasha (1727–1771)                 | 7 August ۱۷۶۸     | ۲۰ اکتبر ۱۷۶۸                           | ۷۴ روز          |                                               |
|                           | Yağlıkçızade Mehmed Emin Pasha (1724–1769)             | 20 October ۱۷۶۸   | 12 August ۱۷۶۹ † (Dismissed, executed)  | ۲۹۶ روز         |                                               |
|                           | Moldovancı Ali Pasha (d. 1773)                         | 12 August ۱۷۶۹    | ۱۲ دسامبر ۱۷۶۹                          | ۱۲۲ روز         |                                               |
|                           | İvazzade Halil Pasha (1724–1777)                       | 13 December ۱۷۶۹  | 25 December ۱۷۷۰                        | ۱ سال، ۱۲ روز   |                                               |
|                           | Silahdar Cihangirli Mehmed Paşa (1710–1788)            | 25 December ۱۷۷۰  | 11 December ۱۷۷۱                        | ۳۵۱ روز         |                                               |
|                           | Muhsinzade Mehmed Pasha (1704–1774) Second term        | 11 December ۱۷۷۱  | 6 August ۱۷۷۴ † (Died in office)        | ۲ سال، ۲۳۸ روز  |                                               |
| عبدالحمید یکم (1774–1789) | Muhsinzade Mehmed Pasha (1704–1774) Second term        | 11 December ۱۷۷۱  | 6 August ۱۷۷۴ † (Died in office)        | ۲ سال، ۲۳۸ روز  |                                               |
|                           | İzzet Mehmed Pasha (1723–1784)                         | 11 August ۱۷۷۴    | 7 July ۱۷۷۵                             | ۳۳۰ روز         |                                               |
|                           | Moralı Derviş Mehmed Pasha (1735–1777)                 | 7 July ۱۷۷۵       | 5 January ۱۷۷۷                          | ۱ سال، ۱۸۲ روز  |                                               |
|                           | Darendeli Mehmed Pasha (1714–1784)                     | 5 January ۱۷۷۷    | 1 September ۱۷۷۸                        | ۱ سال، ۲۳۹ روز  |                                               |
|                           | Kalafat Mehmed Pasha (d. 1792)                         | 1 September ۱۷۷۸  | 22 August ۱۷۷۹                          | ۳۵۵ روز         |                                               |
|                           | Silahdar سادات Mehmed Pasha (1735–1781)                | 22 August ۱۷۷۹    | 20 February ۱۷۸۱ † (Died in office)     | ۱ سال، ۱۸۲ روز  |                                               |
|                           | İzzet Mehmed Pasha (1723–1784)                         | 20 February ۱۷۸۱  | 25 August ۱۷۸۲                          | ۱ سال، ۱۸۶ روز  |                                               |
|                           | حاجی خواهرزاده و برادرزاده Mehmed Paşa (1726–1787)     | 25 August ۱۷۸۲    | 31 December ۱۷۸۲                        | ۱۲۸ روز         |                                               |
|                           | خلیل حمید پاشا (1736–1785)                             | 31 December ۱۷۸۲  | 30 April ۱۷۸۵ † (Executed)              | ۲ سال، ۱۲۰ روز  |                                               |
|                           | Şahin Ali Paşa (d. 1789)                               | 30 April ۱۷۸۵     | ۲۵ ژانویه ۱۷۸۶                          | ۲۷۰ روز         |                                               |
|                           | Koca کوجا یوسف پاشا (1730–1800) First term             | ۲۵ ژانویه ۱۷۸۶    | 28 May ۱۷۸۹                             | ۳ سال، ۱۲۳ روز  |                                               |
| سلیم سوم (1789–1807)      | Koca کوجا یوسف پاشا (1730–1800) First term             | ۲۵ ژانویه ۱۷۸۶    | 28 May ۱۷۸۹                             | ۳ سال، ۱۲۳ روز  |                                               |
|                           | جنازه کدخدا (عثمانی) Hasan Pasha (d. 1810)             | 28 May ۱۷۸۹       | 2 January ۱۷۹۰                          | ۲۱۹ روز         |                                               |
|                           | غازی Cezayirli Hasan Pasha (1713–1790)                 | 2 January ۱۷۹۰    | 30 March ۱۷۹۰ † (Died in office)        | ۸۷ روز          |                                               |
|                           | Şerif Hasan Pasha (d. 1791)                            | 16 April ۱۷۹۰     | 12 February ۱۷۹۱ † (ترور شد)            | ۳۰۲ روز         |                                               |
|                           | Koca کوجا یوسف پاشا (1730–1800) Second term            | 12 February ۱۷۹۱  | ۱۷۹۲                                    | ۳۲۳ روز         |                                               |
|                           | Damat Melek Mehmed Pasha (1719–1802)                   | ۱۷۹۲              | 21 October ۱۷۹۴                         | ۲ سال، ۲۹۳ روز  |                                               |
|                           | Safranbolulu İzzet Mehmet Pasha (1743–1812)            | ۲۱ اکتبر ۱۷۹۴     | ۲۳ اکتبر ۱۷۹۸                           | ۴ سال، ۲ روز    |                                               |
|                           | کم‌بینایی Yusuf Ziyaüddin Pasha (d. 1819) دور نخست      | 23 October ۱۷۹۸   | 24 June ۱۸۰۵                            | ۶ سال، ۲۴۴ روز  |                                               |
|                           | Bostancıbaşı Hafız İsmail Pasha (1758–1807)            | 24 September ۱۸۰۵ | 13 October ۱۸۰۶                         | ۱ سال، ۱۹ روز   |                                               |
|                           | Keçiboynuzu İbrahim Hilmi Pasha (1747–1825)            | ۱۳ اکتبر ۱۸۰۶     | 3 June ۱۸۰۷                             | ۲۳۳ روز         |                                               |
| مصطفی چهارم (1807–1808)   | Keçiboynuzu İbrahim Hilmi Pasha (1747–1825)            | ۱۳ اکتبر ۱۸۰۶     | 3 June ۱۸۰۷                             | ۲۳۳ روز         |                                               |
|                           | Çelebi Mustafa Pasha (d. 1811)                         | 3 June ۱۸۰۷       | 28 July ۱۸۰۸                            | ۱ سال، ۵۵ روز   |                                               |
|                           | Alemdar/Bayrakdar Mustafa Pasha (1750–1808)            | 29 July ۱۸۰۸      | 15 November ۱۸۰۸ † (خودکشی کرد)         | ۱۰۹ روز         | محمود دوم (1808–1839)                         |
|                           | Çavuşbaşı Memiş Pasha (d. 1809)                        | 16 November ۱۸۰۸  | دسامبر ۱۸۰۸                             | ۱۵ روز          | محمود دوم (1808–1839)                         |
|                           | Çarhacı Ali Pasha (d. 1823)                            | دسامبر ۱۸۰۸       | مارس ۱۸۰۹                               | ۹۰ روز          | محمود دوم (1808–1839)                         |
|                           | کم‌بینایی Yusuf Ziyaüddin Pasha (d. 1819) Second term   | March ۱۸۰۹        | February ۱۸۱۱                           | ۱ سال، ۳۳۷ روز  | محمود دوم (1808–1839)                         |
|                           | لازها Aziz Ahmed Pasha (d. 1819)                       | February ۱۸۱۱     | July ۱۸۱۲                               | ۱ سال، ۱۵۱ روز  | محمود دوم (1808–1839)                         |
|                           | خورشید پاشا (d. 1822)                                  | ژوئیه ۱۸۱۲        | ۳۰ مارس ۱۸۱۵                            | ۲ سال، ۲۷۲ روز  | محمود دوم (1808–1839)                         |
|                           | محمدامین رئوف پاشا (1780–1860) دور نخست                | 30 March ۱۸۱۵     | 6 January ۱۸۱۸                          | ۲ سال، ۲۸۲ روز  | محمود دوم (1808–1839)                         |
|                           | Burdurlu Derviş Mehmed Pasha (1765–1837)               | 6 January ۱۸۱۸    | 5 January ۱۸۲۰                          | ۱ سال، ۳۶۴ روز  | محمود دوم (1808–1839)                         |
|                           | سادات Ispartalı Ali Pasha (1756–1826)                  | 5 January ۱۸۲۰    | 21 April ۱۸۲۱                           | ۱ سال، ۱۰۶ روز  | محمود دوم (1808–1839)                         |
|                           | Benderli Ali Pasha (d. 1821)                           | 21 April ۱۸۲۱     | 30 April ۱۸۲۱ † (اعدام شد)              | ۹ روز           | محمود دوم (1808–1839)                         |
|                           | حاجی Izmirli Salih Pasha (d. 1828)                     | 30 April ۱۸۲۱     | 11 November ۱۸۲۲                        | ۱ سال، ۱۹۵ روز  | محمود دوم (1808–1839)                         |
|                           | Bostancıbaşı Deli Abdullah Pasha (d. 1823)             | 11 November ۱۸۲۲  | ۴ مارس ۱۸۲۳                             | ۱۱۳ روز         | محمود دوم (1808–1839)                         |
|                           | Silahdar Turnacızade Ali Pasha (d. 1829)               | 4 March ۱۸۲۳      | 13 December ۱۸۲۳                        | ۲۸۴ روز         | محمود دوم (1808–1839)                         |
|                           | محمد سعید غالب پاشا (1763–1829)                        | ۱۳ دسامبر ۱۸۲۳    | 15 September ۱۸۲۴                       | ۲۷۷ روز         | محمود دوم (1808–1839)                         |
|                           | محمد سلیم پاشا (۱۷۷۱–۱۸۳۱)                             | ۱۵ سپتامبر ۱۸۲۴   | 26 October ۱۸۲۸                         | ۴ سال، ۴۱ روز   | محمود دوم (1808–1839)                         |
|                           | عزت محمد پاشای لنگ (۱۷۹۲–۱۸۵۵)                         | ۲۶ اکتبر ۱۸۲۸     | ۲۸ ژانویه ۱۸۲۹                          | ۹۴ روز          | محمود دوم (1808–1839)                         |
|                           | رشید محمد پاشا (۱۷۸۰–۱۸۳۶)                             | ۲۸ ژانویه ۱۸۲۹    | ۱۷ فوریه ۱۸۳۳                           | ۴ سال، ۲۰ روز   | محمود دوم (1808–1839)                         |
|                           | محمدامین رئوف پاشا (۱۷۸۰–۱۸۶۰) دور دوم                 | ۱۷ فوریه ۱۸۳۳     | ۸ ژوئیه ۱۸۳۹                            | ۶ سال، ۱۴۱ روز  | محمود دوم (1808–1839)                         |
| عبدالمجید یکم (۱۸۳۹–۱۸۶۱) | محمدامین رئوف پاشا (۱۷۸۰–۱۸۶۰) دور دوم                 | ۱۷ فوریه ۱۸۳۳     | ۸ ژوئیه ۱۸۳۹                            | ۶ سال، ۱۴۱ روز  |                                               |
|                           | خواجه خسرو محمد پاشا (۱۷۶۹–۱۸۵۵)                       | ۸ ژوئیه ۱۸۳۹      | ۳ نوامبر ۱۸۳۹                           | ۱۱۸ روز         |                                               |
| فرمان گلخانه              |                                                        |                   |                                         |                 |                                               |

## تنظیمات(۱۸۳۹–۱۸۷۶)
The Gülhane edict was announced soon after عبدالمجید یکم's sword girthing, ushering in the تنظیمات period, a time of major bureaucratic and administrative reform.
| وزیر اعظم                               | وزیر اعظم                                          | دوره             | دوره                                | دوره                      | سلطان                     |
| تصویر                                   | لقب نام (زاده-درگذشت)                              | از               | تا                                  | مدت                       | سلطان                     |
| --------------------------------------- | -------------------------------------------------- | ---------------- | ----------------------------------- | ------------------------- | ------------------------- |
|                                         | Koca Hüsrev Mehmed Pasha (1769–1855)               | 3 November ۱۸۳۹  | 29 May ۱۸۴۱                         | ۱ سال، ۲۰۷ روز            | عبدالمجید یکم (۱۸۳۹–۱۸۶۱) |
|                                         | Mehmed Emin Rauf Pasha (1780–1860) Third term      | 29 May ۱۸۴۱      | 7 October ۱۸۴۱                      | ۱۳۱ روز                   | عبدالمجید یکم (۱۸۳۹–۱۸۶۱) |
|                                         | Topal İzzet Mehmed Pasha (1792–1855)               | 7 October ۱۸۴۱   | 3 September ۱۸۴۲                    | ۳۳۱ روز                   | عبدالمجید یکم (۱۸۳۹–۱۸۶۱) |
|                                         | Mehmed Emin Rauf Pasha (1780–1860) Fourth term     | 3 September ۱۸۴۲ | 31 July ۱۸۴۶                        | ۳ سال، ۳۳۱ روز            | عبدالمجید یکم (۱۸۳۹–۱۸۶۱) |
|                                         | Koca مصطفی رشید پاشا (1800–1858) First term        | 31 July ۱۸۴۶     | 28 April ۱۸۴۸                       | ۱ سال، ۲۷۲ روز            | عبدالمجید یکم (۱۸۳۹–۱۸۶۱) |
|                                         | İbrahim Sarim Pasha (1801–1853)                    | 28 April ۱۸۴۸    | 13 August ۱۸۴۸                      | ۱۰۷ روز                   | عبدالمجید یکم (۱۸۳۹–۱۸۶۱) |
|                                         | Koca مصطفی رشید پاشا (1800–1858) Second term       | 13 August ۱۸۴۸   | 26 January ۱۸۵۲                     | ۳ سال، ۱۶۶ روز            | عبدالمجید یکم (۱۸۳۹–۱۸۶۱) |
|                                         | Mehmed Emin Rauf Pasha (1780–1860) Fifth term      | 27 January ۱۸۵۲  | 7 March ۱۸۵۲                        | ۴۰ روز                    | عبدالمجید یکم (۱۸۳۹–۱۸۶۱) |
|                                         | Koca مصطفی رشید پاشا (1800–1858) Third term        | 7 March ۱۸۵۲     | 7 August ۱۸۵۲                       | ۱۵۳ روز                   | عبدالمجید یکم (۱۸۳۹–۱۸۶۱) |
|                                         | محمد امین عالی پاشا (1815–1871) First term         | 7 August ۱۸۵۲    | 4 October ۱۸۵۲                      | ۵۸ روز                    | عبدالمجید یکم (۱۸۳۹–۱۸۶۱) |
|                                         | Damat Mehmed Ali Pasha (1813–1868)                 | 4 October ۱۸۵۲   | 14 May ۱۸۵۳                         | ۲۲۲ روز                   | عبدالمجید یکم (۱۸۳۹–۱۸۶۱) |
|                                         | Mustafa Naili Pasha (1798–1871) First term         | 14 May ۱۸۵۳      | 30 May ۱۸۵۴                         | ۱ سال، ۱۶ روز             | عبدالمجید یکم (۱۸۳۹–۱۸۶۱) |
|                                         | Kıbrıslı Mehmed Emin Pasha (1813–1871) First term  | 30 May ۱۸۵۴      | 24 November ۱۸۵۴                    | ۱۷۸ روز                   | عبدالمجید یکم (۱۸۳۹–۱۸۶۱) |
|                                         | Koca مصطفی رشید پاشا (1800–1858) Fourth term       | 24 November ۱۸۵۴ | 4 May ۱۸۵۵                          | ۱۶۱ روز                   | عبدالمجید یکم (۱۸۳۹–۱۸۶۱) |
|                                         | محمد امین عالی پاشا (1815–1871) Second term        | 4 May ۱۸۵۵       | 1 December ۱۸۵۶                     | ۱ سال، ۲۱۱ روز            | عبدالمجید یکم (۱۸۳۹–۱۸۶۱) |
|                                         | Koca مصطفی رشید پاشا (1800–1858) Fifth term        | 1 December ۱۸۵۶  | 2 August ۱۸۵۷                       | ۲۴۴ روز                   | عبدالمجید یکم (۱۸۳۹–۱۸۶۱) |
|                                         | Mustafa Naili Pasha (1798–1871) Second term        | 2 August ۱۸۵۷    | 23 October ۱۸۵۷                     | ۸۲ روز                    | عبدالمجید یکم (۱۸۳۹–۱۸۶۱) |
|                                         | Koca مصطفی رشید پاشا (1800–1858) Sixth term        | 23 October ۱۸۵۷  | 7 January ۱۸۵۸ † (Died in office)   | ۷۶ روز                    | عبدالمجید یکم (۱۸۳۹–۱۸۶۱) |
|                                         | محمد امین عالی پاشا (1815–1871) Third term         | 11 January ۱۸۵۸  | 8 October ۱۸۵۹                      | ۱ سال، ۲۷۰ روز            | عبدالمجید یکم (۱۸۳۹–۱۸۶۱) |
|                                         | Kıbrıslı Mehmed Emin Pasha (1813–1871) Second term | 8 October ۱۸۵۹   | 24 December ۱۸۵۹                    | ۷۷ روز                    | عبدالمجید یکم (۱۸۳۹–۱۸۶۱) |
|                                         | ترجمه Mehmed Rüşdi Pasha (1811–1882) First term    | 24 December ۱۸۵۹ | 27 May ۱۸۶۰                         | ۱۵۵ روز                   | عبدالمجید یکم (۱۸۳۹–۱۸۶۱) |
|                                         | Kıbrıslı Mehmed Emin Pasha (1813–1871) Third term  | 27 May ۱۸۶۰      | 6 August ۱۸۶۱                       | ۱ سال، ۷۱ روز             | عبدالمجید یکم (۱۸۳۹–۱۸۶۱) |
| عبدالعزیز یکم (1861–1876)               | Kıbrıslı Mehmed Emin Pasha (1813–1871) Third term  | 27 May ۱۸۶۰      | 6 August ۱۸۶۱                       | ۱ سال، ۷۱ روز             |                           |
|                                         | محمد امین عالی پاشا (1815–1871) Fourth term        | 6 August ۱۸۶۱    | 22 November ۱۸۶۱                    | ۱۰۸ روز                   |                           |
|                                         | Keçecizade فؤاد پاشا (1814–1869) First term        | 22 November ۱۸۶۱ | 6 January ۱۸۶۳                      | ۱ سال، ۴۵ روز             |                           |
|                                         | Yusuf Kamil Pasha (1808–1876)                      | 6 January ۱۸۶۳   | 3 June ۱۸۶۳                         | ۱۴۸ روز                   |                           |
|                                         | Keçecizade فؤاد پاشا (1814–1869) Second term       | 3 June ۱۸۶۳      | 5 June ۱۸۶۶                         | ۳ سال، ۲ روز              |                           |
|                                         | ترجمه Mehmed Rüşdi Pasha (1811–1882) Second term   | 5 June ۱۸۶۶      | 11 February ۱۸۶۷                    | ۲۵۱ روز                   |                           |
|                                         | محمد امین عالی پاشا (1815–1871) Fifth term         | 11 February ۱۸۶۷ | 7 September ۱۸۷۱ † (Died in office) | ۴ سال، ۲۰۸ روز            |                           |
|                                         | Mahmud Nedim Pasha (1818–1883) First term          | 7 September ۱۸۷۱ | 31 July ۱۸۷۲                        | ۳۲۸ روز                   |                           |
|                                         | مدحت پاشا (1822–1883) First term                   | 31 July ۱۸۷۲     | 19 October ۱۸۷۲                     | ۸۰ روز                    |                           |
|                                         | ترجمه Mehmed Rüşdi Pasha (1811–1882) Third term    | 19 October ۱۸۷۲  | 15 February ۱۸۷۳                    | ۱۱۹ روز                   |                           |
|                                         | Ahmed Esat Pasha (1828–1875) First term            | 15 February ۱۸۷۳ | 15 April ۱۸۷۳                       | ۵۹ روز                    |                           |
|                                         | Şirvanlı Mehmed Rüşdi Pasha (1828–1874)            | 15 April ۱۸۷۳    | 14 February ۱۸۷۴                    | ۳۰۵ روز                   |                           |
|                                         | Hüseyin Avni Pasha (1820–1876)                     | 14 February ۱۸۷۴ | 25 April ۱۸۷۵                       | ۱ سال، ۷۰ روز             |                           |
|                                         | Ahmed Esat Pasha (1828–1875) Second term           | 25 April ۱۸۷۵    | 21 August ۱۸۷۵ † (Died in office)   | ۱۱۸ روز                   |                           |
|                                         | Mahmud Nedim Pasha (1818–1883) Second term         | 21 August ۱۸۷۵   | 11 May ۱۸۷۶                         | ۲۶۴ روز                   |                           |
|                                         | ترجمه Mehmed Rüşdi Pasha (1811–1882) Fourth term   | 12 May ۱۸۷۶      | 13 December ۱۸۷۶                    |                           |                           |
| ۲۱۵ روز                                 | ترجمه Mehmed Rüşdi Pasha (1811–1882) Fourth term   | 12 May ۱۸۷۶      | 13 December ۱۸۷۶                    | مراد پنجم (1876)          |                           |
| ۲۱۵ روز                                 | ترجمه Mehmed Rüşdi Pasha (1811–1882) Fourth term   | 12 May ۱۸۷۶      | 13 December ۱۸۷۶                    | عبدالحمید دوم (1876–1909) |                           |
| Promulgation of قانون اساسی عثمانی ۱۸۷۶ |                                                    |                  |                                     |                           |                           |

## دور اول مشروطیت در امپراطوری عثمانی(۱۸۷۶–۱۸۷۸)
Under pressure from the عثمانی‌های جوان which overthrew his relatives عبدالعزیز یکم and مراد پنجم، عبدالحمید دوم promulgated a قانون اساسی عثمانی ۱۸۷۶ and parliament upon his ascension to the throne.
| وزیر اعظم                     | وزیر اعظم                                        | دوره             | دوره             | دوره    | مجلس    | دولت              | سلطان                     |
| تصویر                         | لقب نام (زاده-درگذشت)                            | از               | تا               | مدت     | مجلس    | دولت              | سلطان                     |
| ----------------------------- | ------------------------------------------------ | ---------------- | ---------------- | ------- | ------- | ----------------- | ------------------------- |
|                               | ترجمه Mehmed Rüşdi Pasha (1811–1882) Fourth term | 13 December ۱۸۷۶ | 19 December ۱۸۷۶ | ۶ روز   | —       | Mütercim Rüşdi IV | عبدالحمید دوم (1876–1909) |
|                               | مدحت پاشا (1822–1883) Second term                | 19 December ۱۸۷۶ | 5 February ۱۸۷۷  | ۴۸ روز  | —       | Midhat II         | عبدالحمید دوم (1876–1909) |
|                               | İbrahim Edhem Pasha (1819–1893)                  | 5 February ۱۸۷۷  | 11 January ۱۸۷۸  | ۳۴۰ روز | —       | Edhem             | عبدالحمید دوم (1876–1909) |
| I (1876)                      | İbrahim Edhem Pasha (1819–1893)                  | 5 February ۱۸۷۷  | 11 January ۱۸۷۸  | ۳۴۰ روز |         | Edhem             | عبدالحمید دوم (1876–1909) |
| II (1877)                     | İbrahim Edhem Pasha (1819–1893)                  | 5 February ۱۸۷۷  | 11 January ۱۸۷۸  | ۳۴۰ روز |         | Edhem             | عبدالحمید دوم (1876–1909) |
|                               | Ahmed Hamdi Pasha (1826–1885)                    | 11 January ۱۸۷۸  | 4 February ۱۸۷۸  | ۲۴ روز  | Hamdi   |                   | عبدالحمید دوم (1876–1909) |
|                               | احمد وفیق پاشا (1823–1891) First term            | 4 February ۱۸۷۸  | 14 February ۱۸۷۸ | ۱۰ روز  | Vefik I |                   | عبدالحمید دوم (1876–1909) |
| تعلیق قانون اساسی عثمانی ۱۸۷۶ |                                                  |                  |                  |         |         |                   |                           |

## استبداد (۱۸۷۸–۱۹۰۸)
Abdul Hamid II suspended the constitution and parliament in the aftermath of the جنگ روسیه و عثمانی (۱۸۷۷–۱۸۷۸), and ruled the Ottoman Empire for the next three decades in a personal dictatorship. Historians have dubbed this era of Ottoman history as İstibdat (خودکامگی).
| وزیر اعظم                                                | وزیر اعظم                                       | دوره              | دوره                               | دوره           | دولت             | سلطان                     |
| تصویر                                                    | لقب نام (زاده-درگذشت)                           | از                | تا                                 | مدت            | دولت             | سلطان                     |
| -------------------------------------------------------- | ----------------------------------------------- | ----------------- | ---------------------------------- | -------------- | ---------------- | ------------------------- |
|                                                          | احمد وفیق پاشا (1823–1891) First term           | 14 February ۱۸۷۸  | 18 April ۱۸۷۸                      | ۶۳ روز         | Vefik I          | عبدالحمید دوم (1876–1909) |
|                                                          | Mehmed Sadık Pasha (1826–1901)                  | 18 April ۱۸۷۸     | 28 May ۱۸۷۸                        | ۴۰ روز         | Sadık            | عبدالحمید دوم (1876–1909) |
|                                                          | ترجمه Mehmed Rüşdi Pasha (1811–1882) Fifth term | 28 May ۱۸۷۸       | 4 June ۱۸۷۸                        | ۷ روز          | Mütercim Rüşdi V | عبدالحمید دوم (1876–1909) |
|                                                          | صفوت پاشا (1814–1883)                           | 4 June ۱۸۷۸       | October ۱۸۷۸                       | ۱۱۹ روز        | Saffet           | عبدالحمید دوم (1876–1909) |
|                                                          | Tunuslu خیرالدین تونسی (1820–1890)              | October ۱۸۷۸      | 28 July ۱۸۷۹                       | ۳۰۰ روز        | Hayreddin        | عبدالحمید دوم (1876–1909) |
|                                                          | Ahmed Arifi Pasha (1830–1896)                   | 28 July ۱۸۷۹      | September ۱۸۷۹                     | ۳۵ روز         | Arifi            | عبدالحمید دوم (1876–1909) |
|                                                          | کوچوک Mehmed Said Pasha (1838–1914) First term  | 18 October ۱۸۷۹   | 9 June ۱۸۸۰                        | ۲۳۵ روز        | Said I           | عبدالحمید دوم (1876–1909) |
|                                                          | Mehmed Kadri Pasha (1832–1884)                  | 9 June ۱۸۸۰       | 12 September ۱۸۸۰                  | ۹۵ روز         | Kadri            | عبدالحمید دوم (1876–1909) |
|                                                          | کوچوک Mehmed Said Pasha (1838–1914) Second term | 12 September ۱۸۸۰ | 2 May ۱۸۸۲                         | ۱ سال، ۲۳۲ روز | Said II          | عبدالحمید دوم (1876–1909) |
|                                                          | Abdurrahman Nureddin Pasha (1833–1912)          | 2 May ۱۸۸۲        | 12 July ۱۸۸۲                       | ۷۱ روز         | Nureddin         | عبدالحمید دوم (1876–1909) |
|                                                          | کوچوک Mehmed Said Pasha (1838–1914) Third term  | 12 July ۱۸۸۲      | 30 November ۱۸۸۲                   | ۱۴۱ روز        | Said III         | عبدالحمید دوم (1876–1909) |
|                                                          | احمد وفیق پاشا (1823–1891) Second term          | 1 December ۱۸۸۲   | 3 December ۱۸۸۲                    | ۲ روز          | Vefik II         | عبدالحمید دوم (1876–1909) |
|                                                          | کوچوک Mehmed Said Pasha (1838–1914) Fourth term | 3 December ۱۸۸۲   | 24 September ۱۸۸۵                  | ۲ سال، ۲۹۵ روز | Said IV          | عبدالحمید دوم (1876–1909) |
|                                                          | کامل پاشا (1833–1913) First term                | 25 September ۱۸۸۵ | 4 September ۱۸۹۱                   | ۵ سال، ۳۴۴ روز | Kâmil I          | عبدالحمید دوم (1876–1909) |
|                                                          | Ahmed Cevat Şakir Pasha (1851–1900)             | 4 September ۱۸۹۱  | 8 June ۱۸۹۵                        | ۳ سال، ۲۷۷ روز | Şakir            | عبدالحمید دوم (1876–1909) |
|                                                          | کوچوک Mehmed Said Pasha (1838–1914) Fifth term  | 9 June ۱۸۹۵       | 3 October ۱۸۹۵                     | ۱۱۶ روز        | Said V           | عبدالحمید دوم (1876–1909) |
|                                                          | کامل پاشا (1833–1913) Second term               | 3 October ۱۸۹۵    | 7 November ۱۸۹۵                    | ۳۵ روز         | Kâmil II         | عبدالحمید دوم (1876–1909) |
|                                                          | Halil Rifat Pasha (1820–1901)                   | 7 November ۱۸۹۵   | 9 November ۱۹۰۱ † (Died in office) | ۶ سال، ۲ روز   | Rifat            | عبدالحمید دوم (1876–1909) |
|                                                          | کوچوک Mehmed Said Pasha (1838–1914) Sixth term  | 13 November ۱۹۰۱  | 15 January ۱۹۰۳                    | ۱ سال، ۶۳ روز  | Said VI          | عبدالحمید دوم (1876–1909) |
|                                                          | Mehmed Ferid Pasha (1851–1914)                  | 15 January ۱۹۰۳   | 22 July ۱۹۰۸                       | ۵ سال، ۱۸۹ روز | Avyonyalı Ferid  | عبدالحمید دوم (1876–1909) |
| انقلاب ترکان جوان, قانون اساسی عثمانی ۱۸۷۶ repromulgated |                                                 |                   |                                    |                |                  |                           |

## دومین سلطنت مشروطه (۱۹۰۸–۱۹۲۰)
The ترکان جوان force عبدالحمید دوم to reinstate the constitution and parliament on انقلاب ترکان جوان. Political parties were introduced in the دوره دومین سلطنت مشروطه.
  حزب اتحاد و ترقی
  Liberty Party, Freedom and Accord Party
| وزیر اعظم                         | وزیر اعظم                                                               | دوره                         | دوره                                     | دوره           | حزب                                  | حزب                      | دولت                     | مجلس    | سلطان                     |
| تصویر                             | لقب نام (زاده-درگذشت)                                                   | از                           | تا                                       | مدت            | حزب                                  | حزب                      | دولت                     | مجلس    | سلطان                     |
| --------------------------------- | ----------------------------------------------------------------------- | ---------------------------- | ---------------------------------------- | -------------- | ------------------------------------ | ------------------------ | ------------------------ | ------- | ------------------------- |
|                                   | کوچوک Mehmed Said Pasha (1838–1914) Seventh term                        | 22 July ۱۹۰۸                 | 6 August ۱۹۰۸ (Resigned)                 | ۱۵ روز         |                                      | Independent              | Said VII                 | —       | عبدالحمید دوم (1876–1909) |
|                                   | کامل پاشا (1833–1913) Third term                                        | 5 August ۱۹۰۸                | 14 February ۱۹۰۹ (Censored)              | ۱۹۳ روز        | Kâmil III                            | Independent              |                          | —       | عبدالحمید دوم (1876–1909) |
|                                   | کامل پاشا (1833–1913) Third term                                        | 5 August ۱۹۰۸                | 14 February ۱۹۰۹ (Censored)              | ۱۹۳ روز        | Kâmil III                            | Liberty Party            |                          | —       | عبدالحمید دوم (1876–1909) |
| III (۱۹۰۸)                        | کامل پاشا (1833–1913) Third term                                        | 5 August ۱۹۰۸                | 14 February ۱۹۰۹ (Censored)              | ۱۹۳ روز        | Kâmil III                            |                          |                          |         | عبدالحمید دوم (1876–1909) |
|                                   | Hüseyin Hilmi Pasha (1855–1922) First term                              | 14 February ۱۹۰۹             | 14 April ۱۹۰۹ (Deposed)                  | ۵۹ روز         |                                      | حزب اتحاد و ترقی         | Hilmi I                  |         | عبدالحمید دوم (1876–1909) |
|                                   | Ahmet Tevfik Pasha (Okday) (1845–1936) First term                       | 14 April ۱۹۰۹                | 5 May ۱۹۰۹ (Deposed)                     | ۲۱ روز         |                                      | Independent              | Tevfik I                 |         | عبدالحمید دوم (1876–1909) |
| محمد پنجم (1909–1918)             | Ahmet Tevfik Pasha (Okday) (1845–1936) First term                       | 14 April ۱۹۰۹                | 5 May ۱۹۰۹ (Deposed)                     | ۲۱ روز         |                                      | Independent              | Tevfik I                 |         |                           |
|                                   | Hüseyin Hilmi Pasha (1855–1922) Second term                             | 5 May ۱۹۰۹                   | 15 August ۱۹۰۹                           | ۲۵۲ روز        |                                      | حزب اتحاد و ترقی         | Hilmi II                 |         |                           |
| 15 August ۱۹۰۹                    | Hüseyin Hilmi Pasha (1855–1922) Second term                             | 12 January ۱۹۱۰ (Resigned)   | Hilmi III                                | ۲۵۲ روز        |                                      | حزب اتحاد و ترقی         |                          |         |                           |
|                                   | İbrahim Hakkı Pasha (1862–1918)                                         | 12 January ۱۹۱۰              | 30 September ۱۹۱۱ (جنگ عثمانی و ایتالیا) | ۱ سال، ۲۶۱ روز | Hakkı                                | حزب اتحاد و ترقی         |                          |         |                           |
|                                   | کوچوک Mehmed Said Pasha (1838–1914) Eighth and ninth term               | 30 September ۱۹۱۱            | 31 December ۱۹۱۱                         | ۲۹۶ روز        | Said VIII                            | حزب اتحاد و ترقی         |                          |         |                           |
| IV (۱۹۱۲)                         | کوچوک Mehmed Said Pasha (1838–1914) Eighth and ninth term               | 30 September ۱۹۱۱            | 31 December ۱۹۱۱                         | ۲۹۶ روز        | Said VIII                            | حزب اتحاد و ترقی         |                          |         |                           |
| 31 December ۱۹۱۱                  | کوچوک Mehmed Said Pasha (1838–1914) Eighth and ninth term               | 22 July ۱۹۱۲ (Deposed)       | Said IX                                  | ۲۹۶ روز        |                                      | حزب اتحاد و ترقی         |                          |         |                           |
|                                   | غازی احمد مختار پاشا (1839–1919)                                        | 22 July ۱۹۱۲                 | 29 October ۱۹۱۲ (Resigned)               | ۹۹ روز         |                                      | Independent              | Muhtar                   |         |                           |
| —                                 | غازی احمد مختار پاشا (1839–1919)                                        | 22 July ۱۹۱۲                 | 29 October ۱۹۱۲ (Resigned)               | ۹۹ روز         |                                      | Independent              | Muhtar                   |         |                           |
|                                   | کامل پاشا (1833–1913) Fourth term                                       | 29 October ۱۹۱۲              | 23 January ۱۹۱۳ (Deposed)                | ۸۶ روز         |                                      | Freedom and Accord Party | Kâmil IV                 |         |                           |
|                                   | محمود شوکت پاشا (1856–1913)                                             | 23 January ۱۹۱۳              | 11 June ۱۹۱۳ † (Assassinated)            | ۱۳۹ روز        |                                      | Independent              | Şevket                   |         |                           |
|                                   | Said Halim Pasha (1865–1921)                                            | 12 June ۱۹۱۳                 | 3 February ۱۹۱۷ (Resigned)               | ۳ سال، ۲۳۶ روز |                                      | حزب اتحاد و ترقی         | Said Halim               |         |                           |
| V (۱۹۱۴)                          | Said Halim Pasha (1865–1921)                                            | 12 June ۱۹۱۳                 | 3 February ۱۹۱۷ (Resigned)               | ۳ سال، ۲۳۶ روز |                                      | حزب اتحاد و ترقی         | Said Halim               |         |                           |
|                                   | طلعت پاشا (1874–ترور طلعت پاشا) First and second term                   | 4 February ۱۹۱۷              | 4 July ۱۹۱۸                              | ۱ سال، ۲۴۶ روز | Talaat I                             | حزب اتحاد و ترقی         |                          |         |                           |
| 4 July ۱۹۱۸                       | طلعت پاشا (1874–ترور طلعت پاشا) First and second term                   | 8 October ۱۹۱۸ (Resigned)    | Talaat II                                | ۱ سال، ۲۴۶ روز | محمد ششم (1918–سرنگونی سلطنت عثمانی) | حزب اتحاد و ترقی         |                          |         |                           |
|                                   | احمد عزت پاشا (1864–1937)                                               | 14 October ۱۹۱۸              | 11 November ۱۹۱۸ (Resigned)              | ۲۸ روز         | محمد ششم (1918–سرنگونی سلطنت عثمانی) | حزب اتحاد و ترقی         | İzzet                    |         |                           |
|                                   | احمد عزت پاشا (1864–1937)                                               | 14 October ۱۹۱۸              | 11 November ۱۹۱۸ (Resigned)              | ۲۸ روز         | محمد ششم (1918–سرنگونی سلطنت عثمانی) | Independent              | İzzet                    |         |                           |
|                                   | Ahmet Tevfik Pasha (Okday) (1845–1936) Second term                      | 11 November ۱۹۱۸             | 12 January ۱۹۱۹                          | ۱۱۳ روز        | محمد ششم (1918–سرنگونی سلطنت عثمانی) | Tevfik II                |                          |         |                           |
| —                                 | Ahmet Tevfik Pasha (Okday) (1845–1936) Second term                      | 11 November ۱۹۱۸             | 12 January ۱۹۱۹                          | ۱۱۳ روز        | محمد ششم (1918–سرنگونی سلطنت عثمانی) | Tevfik II                |                          |         |                           |
| 12 January ۱۹۱۹                   | Ahmet Tevfik Pasha (Okday) (1845–1936) Second term                      | 24 February ۱۹۱۹             | Tevfik III                               | ۱۱۳ روز        | محمد ششم (1918–سرنگونی سلطنت عثمانی) |                          |                          |         |                           |
| 24 February ۱۹۱۹                  | Ahmet Tevfik Pasha (Okday) (1845–1936) Second term                      | 3 March ۱۹۱۹ (Resigned)      | Tevfik IV                                | ۱۱۳ روز        | محمد ششم (1918–سرنگونی سلطنت عثمانی) |                          |                          |         |                           |
|                                   | Damat Mehmed Adil Ferid Pasha (1853–1923) First, second, and third term | 4 March ۱۹۱۹                 | 15 May ۱۹۱۹ (Resigned)                   | ۲۱۰ روز        | محمد ششم (1918–سرنگونی سلطنت عثمانی) |                          | Freedom and Accord Party | Ferid I |                           |
| 19 May ۱۹۱۹                       | Damat Mehmed Adil Ferid Pasha (1853–1923) First, second, and third term | 20 July ۱۹۱۹                 | Ferid II                                 | ۲۱۰ روز        | محمد ششم (1918–سرنگونی سلطنت عثمانی) |                          | Freedom and Accord Party |         |                           |
| 19 May ۱۹۱۹                       | Damat Mehmed Adil Ferid Pasha (1853–1923) First, second, and third term | 20 July ۱۹۱۹                 | Ferid II                                 | ۲۱۰ روز        | محمد ششم (1918–سرنگونی سلطنت عثمانی) | Independent              |                          |         |                           |
| 21 July ۱۹۱۹                      | Damat Mehmed Adil Ferid Pasha (1853–1923) First, second, and third term | 30 September ۱۹۱۹ (Resigned) | Ferid III                                | ۲۱۰ روز        | محمد ششم (1918–سرنگونی سلطنت عثمانی) |                          |                          |         |                           |
|                                   | Ali Rıza Pasha (1860–1932)                                              | 2 October ۱۹۱۹               | 9 February ۱۹۲۰                          | ۱۵۳ روز        | محمد ششم (1918–سرنگونی سلطنت عثمانی) | Ali Rıza I               |                          |         |                           |
| VI (۱۹۱۹)                         | Ali Rıza Pasha (1860–1932)                                              | 2 October ۱۹۱۹               | 9 February ۱۹۲۰                          | ۱۵۳ روز        | محمد ششم (1918–سرنگونی سلطنت عثمانی) | Ali Rıza I               |                          |         |                           |
| 9 February ۱۹۲۰                   | Ali Rıza Pasha (1860–1932)                                              | 3 March ۱۹۲۰ (Resigned)      | Ali Rıza II                              | ۱۵۳ روز        | محمد ششم (1918–سرنگونی سلطنت عثمانی) |                          |                          |         |                           |
|                                   | Salih Hulusi Pasha (Kezrak) (1864–1939)                                 | 8 March ۱۹۲۰                 | 2 April ۱۹۲۰ (Resigned)                  | ۲۵ روز         | محمد ششم (1918–سرنگونی سلطنت عثمانی) | Hulusi                   |                          |         |                           |
| قانون اساسی عثمانی ۱۸۷۶ suspended |                                                                         |                              |                                          |                |                                      |                          |                          |         |                           |

## آخرین وزیران اعظم (۱۹۲۰–۱۹۲۲)
Following the end of the دوره دومین سلطنت مشروطه in 1920, the Ottoman Empire was in a state of diarchy, with the government based in Constantinople and the government based in Ankara both asserting themselves as the legitimate Turkish government. محمد ششم abolished the constitution and suspends parliament when the مجلس نمایندگان عثمانی voted in support of the National Pact in the جنگ استقلال ترکیه.
| وزیر اعظم            | وزیر اعظم                                                        | دوره            | دوره                       | دوره          | حزب      | حزب         | کابینه   | سلطان                                |
| تصویر                | لقب نام (زاده-درگذشت)                                            | از              | تا                         | مدت           | حزب      | حزب         | کابینه   | سلطان                                |
| -------------------- | ---------------------------------------------------------------- | --------------- | -------------------------- | ------------- | -------- | ----------- | -------- | ------------------------------------ |
|                      | Damat Mehmed Adil Ferid Pasha (1853–1923) Fourth and Fifth terms | 5 April ۱۹۲۰    |                            | ۱۹۹ روز       |          | Independent | Ferid IV | محمد ششم (1918–سرنگونی سلطنت عثمانی) |
|                      | Damat Mehmed Adil Ferid Pasha (1853–1923) Fourth and Fifth terms | 21 October ۱۹۲۰ | Ferid V                    | ۱۹۹ روز       |          | Independent |          | محمد ششم (1918–سرنگونی سلطنت عثمانی) |
|                      | Ahmet Tevfik Pasha (Okday) (1845–1936) Third term                | 21 October ۱۹۲۰ | 4 November ۱۹۲۲ (Resigned) | ۲ سال، ۱۴ روز | Tevfik V | Independent |          | محمد ششم (1918–سرنگونی سلطنت عثمانی) |
| سرنگونی سلطنت عثمانی |                                                                  |                 |                            |               |          |             |          |                                      |

During the Conference of London, Ahmet Tevfik Pasha recognized the ambassador of the دولت ملی مجلس بزرگ as the legitimate government of Turkey. On 1 November 1922, the مجلس ملی کبیر ترکیه voted to سرنگونی سلطنت عثمانی. Ahmet Tevfik Pasha was the last grand vizier of the Ottoman Empire, and resigned from the premiership on November 4, 1922, without a replacement.

## نخست‌وزیردولت ملی مجلس بزرگ(۱۹۲۰–۱۹۲۳)
| نخست‌وزیر                              | نخست‌وزیر    | نخست‌وزیر                           | دوره            | دوره            | دوره           | حزب      | حزب   | کابینه  | مجلس     | رئیس                          |
| نخست‌وزیر                              | نخست‌وزیر    | نخست‌وزیر                           | از              | تا              | مدت            | حزب      | حزب   | کابینه  | مجلس     | رئیس                          |
| ------------------------------------- | ----------- | ---------------------------------- | --------------- | --------------- | -------------- | -------- | ----- | ------- | -------- | ----------------------------- |
| ۱                                     |             | غازی مصطفی کمال آتاترک (1881–1938) | 3 May ۱۹۲۰      | 24 January ۱۹۲۱ | ۲۶۶ روز        |          | مستقل | Atatürk | I (۱۹۲۰) | مصطفی کمال آتاترک (1920–1923) |
| ۲                                     |             | فوزی پاشا (1876–1950)              | 24 January ۱۹۲۱ | 19 May ۱۹۲۱     | ۱ سال، ۱۶۶ روز | Çakmak I | مستقل |         | I (۱۹۲۰) | مصطفی کمال آتاترک (1920–1923) |
| ۲                                     | 19 May ۱۹۲۱ | فوزی پاشا (1876–1950)              | 9 July ۱۹۲۲     | Çakmak II       | ۱ سال، ۱۶۶ روز |          | مستقل |         | I (۱۹۲۰) | مصطفی کمال آتاترک (1920–1923) |
| ۳                                     |             | رئوف اربای (1881–1964)             | 12 July ۱۹۲۲    | 4 August ۱۹۲۳   | ۱ سال، ۲۳ روز  | Orbay    | مستقل |         | I (۱۹۲۰) | مصطفی کمال آتاترک (1920–1923) |
| ۴                                     |             | علی فتحی اوکیار (1880–1943)        | 14 August ۱۹۲۳  | 27 October ۱۹۲۳ | ۷۴ روز         | Okyar    | مستقل |         | I (۱۹۲۰) | مصطفی کمال آتاترک (1920–1923) |
| Declaration of the Republic of Turkey |             |                                    |                 |                 |                |          |       |         |          |                               |